# 納希爾內 (多夫然斯克區)
48°11′3″N 39°27′37″E / 48.18417°N 39.46028°E
納希爾内（烏克蘭語：Нагірне）是位於烏克蘭東部的村莊，由盧甘斯克州多夫然斯克區的多夫然斯克市鎮負責管轄。該村始建於1922年，面積36.1平方公里，海拔高度177米，2001年人口254，人口密度每平方公里7人。